# Камыши (Курганская область)
Камыши — село в Куртамышском районе Курганской области. Административный центр Камышинского сельсовета. Население 425 (2010) человек

## Общая физико-географическая характеристика
Географическое положение
По автомобильным дорогам расстояние до областного центра города Курган составляет 69 км, до районного центра города Куртамыш — 14 км. Абсолютная высота 80 метров над уровнем моря.

## Население
| 1989 | 2002 | 2010 |
| ---- | ---- | ---- |
| 463  | ↗471 | ↘425 |